# Szinkronúszás a 2006-os nemzetközösségi játékokon
A 2006-os nemzetközösségi játékokon a szinkronúszás versenyszámait március 20. és 21. között rendezték meg.

## Összesített éremtáblázat
| #        | Ország     | Arany | Ezüst | Bronz | Összesen |
| 1.       | Kanada     | 2     | 0     | 0     | 2        |
|          |            |       |       |       |          |
| 2.       | Ausztrália | 0     | 1     | 1     | 2        |
| 3.       | Anglia     | 0     | 1     | 0     | 1        |
|          |            |       |       |       |          |
| 4.       | Új-Zéland  | 0     | 0     | 1     | 1        |
| Összesen | Összesen   | 2     | 2     | 2     | 6        |

## Érmesek
| versenyszám | arany                                                   | arany       | ezüst                                        | ezüst       | bronz                                   | bronz       |
| Egyéni      | Marie-Pier Boudreau Gagnon (Kanada)                     | 93.833 pont | Jenna Randall (Anglia)                       | 85.334 pont | Irena Olevsky (Ausztrália)              | 83.833 pont |
| Páros       | Kanada · Marie-Pier Boudreau Gagnon · Isabelle Rampling | 92.500 pont | Ausztrália · Danielle Liesch · Irena Olevsky | 84.000 pont | Új-Zéland · Lisa Daniels · Nina Daniels | 83.667 pont |